# En ek, Högsma 1:6

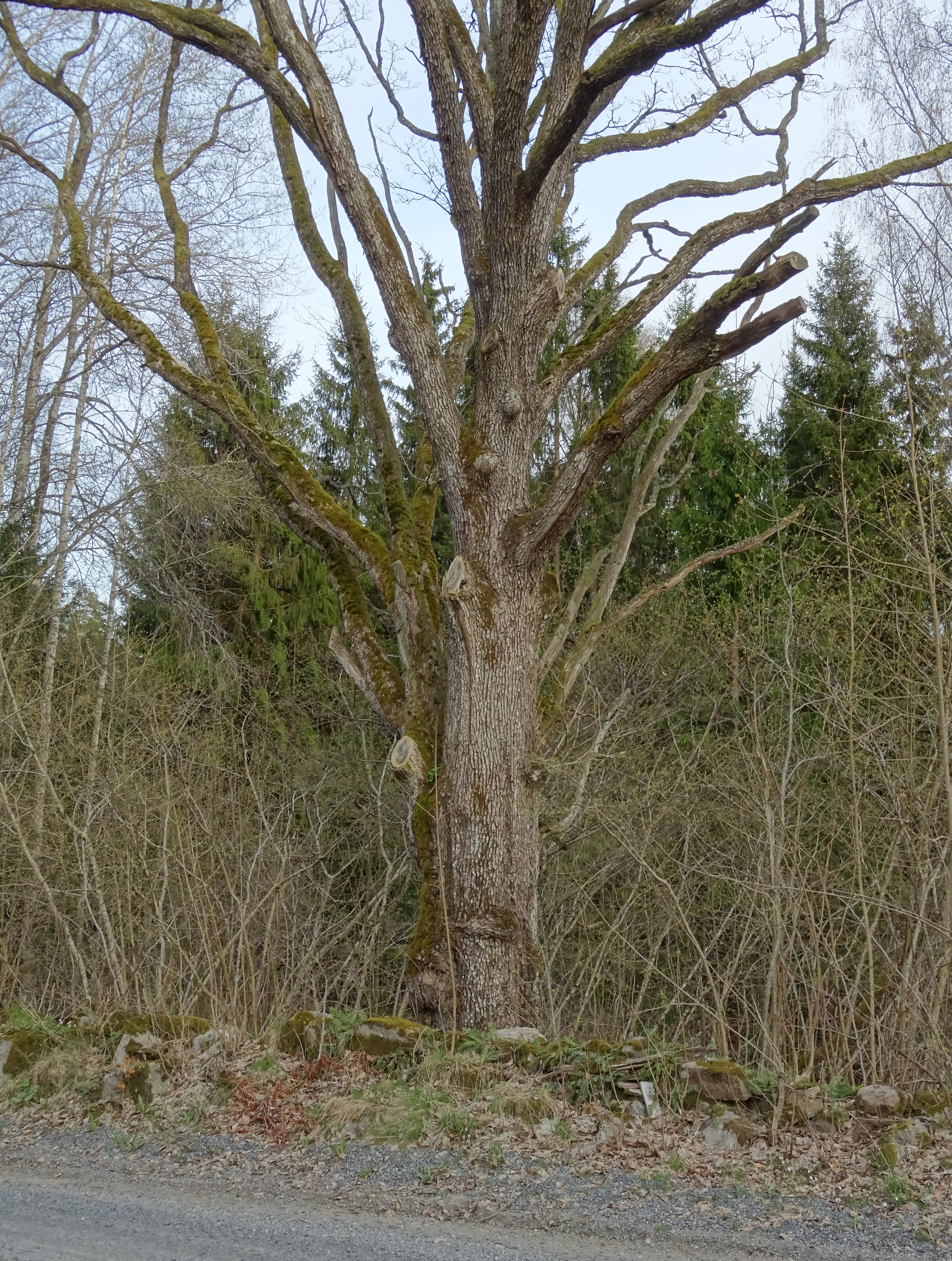
Ek i Högsma, Östra Göinge i maj 2023.

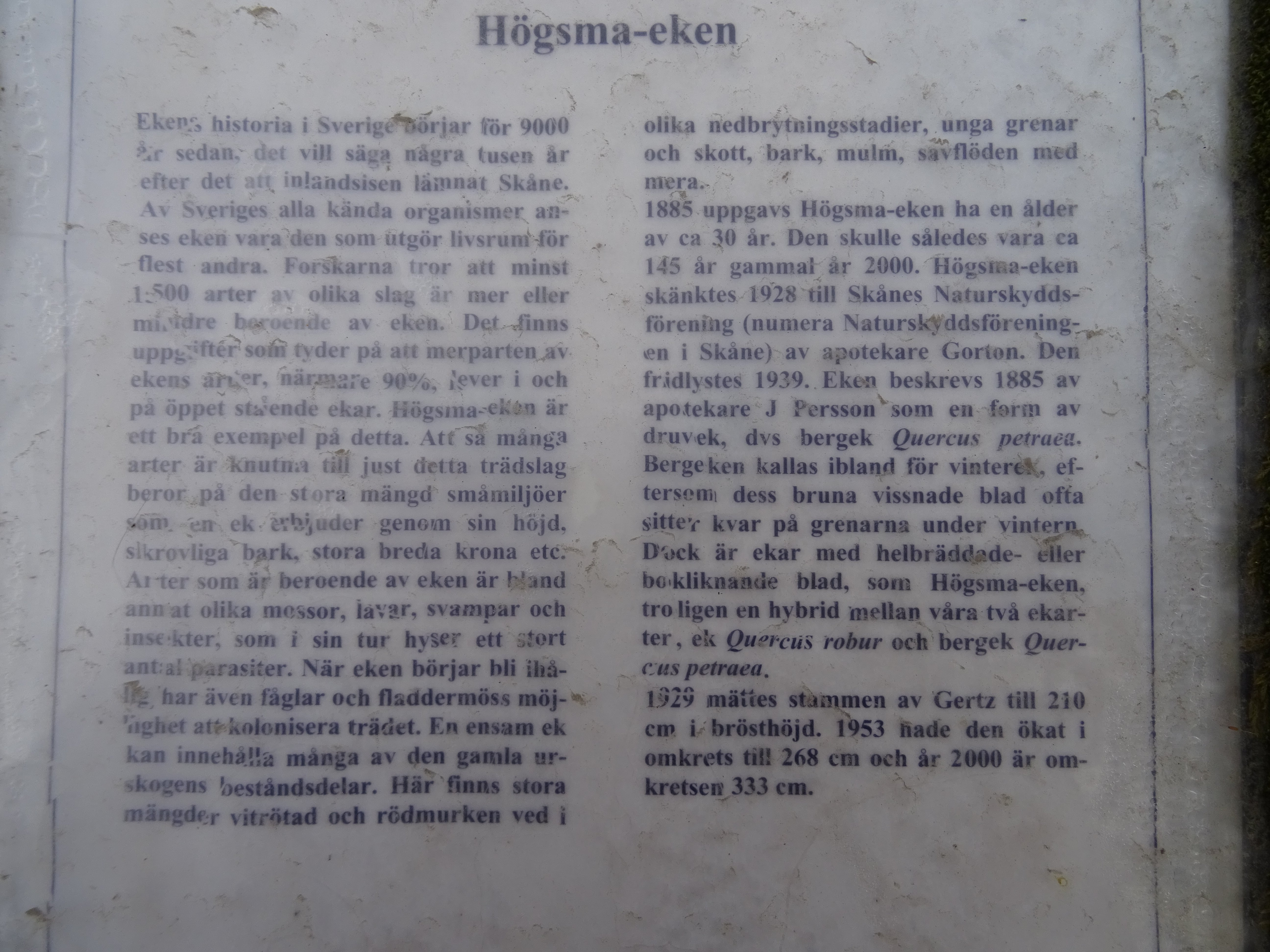
Ek i Högsma, naturminne, Östra Göinge.

En ek, Högsma 1:6 i Östra Göinge kommun. Eken är klassad som naturminne (NVR-id 2012391) enligt beslut den 28 oktober 1939. Enligt informationsskylt bredvid eken, anges att eken 1885 hade en ålder av cirka 30 år. Högsma-eken är en hybrid mellan 2 ekarter, ek Quercus robur och bergek Querqus petraea.